# Liège-Bastogne-Liège 1981
La 67e édition de Liège-Bastogne-Liège a lieu le 19 avril 1981 sur une distance de 244 km. Elle est remportée officiellement par le Suisse Josef Fuchs à une vitesse moyenne de 35,362 km/h. Le Néerlandais Johan van der Velde est le premier coureur à franchir la ligne d'arrivée, mais il est ensuite disqualifié à la suite d'un contrôle antidopage positif. Seulement 25 coureurs parmi les 126 partants sont classés à l'arrivée.

## Conditions météorologiques
Sans être aussi dantesques que l'année précédente, les conditions météorologiques sont difficiles : froid, pluie et neige fondante. Parmi les nombreux abandons du jour, le jeune coureur Peter Winnen explique que, "à moitié gelé" après des heures à rouler sous "la neige, la grêle et la pluie", il quitte la course à Spa et cherche le chemin le plus court pour rentrer sur Liège. Parmi les 25 coureurs classés, Bernard Hinault, le vainqueur héroïque de 1980, finit 18e, "lessivé".

## Récit
Un groupe de quatre coureurs se détache avant la Côte de La Redoute : Johan van der Velde, Ludo Peeters, Stefan Mutter et Josef Fuchs. Après une attaque de Mutter puis de Van der Velde, c'est Fuchs qui s'isole en tête pour rentrer le premier dans les rues de Liège. Mais Van der Velde le rattrape, et s'impose au sprint face à Fuchs. Quelques semaines plus tard, Van der Velde est déclassé après un contrôle antidopage positif, et c'est Josef Fuchs qui est déclaré vainqueur devant Stefan Mutter.

## Disqualification de Johan van der Velde
Johan van der Velde est disqualifié de la course en raison du résultat positif du test antidopage : à la suite d'une première analyse positive de l'échantillon, Van der Velde demande une contre-expertise, qui confirme le résultat le 5 juin 1981. Van der Velde est déclaré positif à la nortestostérone, autre nom pour désigner la nandrolone, une hormone proche de la testostérone. Il écope d'une suspension conditionnelle de 1 mois et d'une amende de 1 250 florins. En raison du caractère conditionnel de la suspension, Van der Velde peut continuer une saison 1981 brillante (notamment plusieurs victoires d'étapes sur différentes courses à étapes de premier plan entre les mois de mai et septembre 1981).
Avec la disqualification de Van der Velde, c'est Josef Fuchs qui est déclaré vainqueur devant Stefan Mutter. La troisième place de cette édition 1981 de Liège-Bastogne-Liège reste vierge au palmarès,,,,, Ludo Peeters restant classé 4e. Néanmoins, certaines sources présentent le podium de cette course avec Ludo Peeters sur la troisième marche.

## Classement
Classement final de la course avec écarts par rapport au premier :
| #   | Coureur              | Équipe                  |               | Temps          |               |
| --- | -------------------- | ----------------------- | ------------- | -------------- | ------------- |
| DSQ | Johan van der Velde  | TI-Raleigh-Creda        | en            | 6 h 54 min 0 s |               |
| 1   | Josef Fuchs          | Cilo-Aufina             | +             | 0 s            |               |
| 2   | Stefan Mutter        | Cilo-Aufina             |               | 50 s           |               |
| 3   | non attribuée        | non attribuée           | non attribuée | non attribuée  | non attribuée |
| 4   | Ludo Peeters         | TI-Raleigh-Creda        |               | 50 s           |               |
| 5   | Guido Van Calster    | Splendor-Wickes         |               | 2 min 00 s     |               |
| 6   | Eddy Schepers        | DAF Trucks-Cote d'Or    |               | 2 min 00 s     |               |
| 7   | Rudy Pevenage        | Capri Sonne-Koga Miyata |               | 2 min 54 s     |               |
| 8   | Bert Oosterbosch     | TI-Raleigh-Creda        |               | 2 min 54 s     |               |
| 9   | Gerrie Knetemann     | TI-Raleigh-Creda        |               | 2 min 54 s     |               |
| 10  | Frits Pirard         | Boule d'Or-Sunair       |               | 2 min 54 s     |               |
| 11  | Sean Kelly           |                         |               | 2 min 54 s     |               |
| 12  | Hennie Kuiper        |                         |               | 2 min 54 s     |               |
| 13  | Jan Jonkers          |                         |               | 2 min 54 s     |               |
| 14  | Derek Hunt           |                         |               | 2 min 54 s     |               |
| 15  | Jean-René Bernaudeau |                         |               | 2 min 54 s     |               |
| 16  | Gottfried Schmutz    |                         |               | 2 min 54 s     |               |
| 17  | Claude Criquielion   |                         |               | 2 min 55 s     |               |
| 18  | Bernard Hinault      |                         |               | 2 min 55 s     |               |
| 19  | Patrick Versluys     |                         |               | 8 min 05 s     |               |
| 20  | Pascal Simon         |                         |               | 8 min 05 s     |               |
| 21  | Theo de Rooy         |                         |               | 8 min 05 s     |               |
| 22  | Bernard Vallet       |                         |               | 12 min 26 s    |               |
| 23  | Jean-Louis Gauthier  |                         |               | 12 min 26 s    |               |
| 24  | Adrie van der Poel   |                         |               | 12 min 26 s    |               |
| 25  | Guy Janiszewski      |                         |               | 24 min 00 s    |               |